# 232 T Est 3901 à 3940

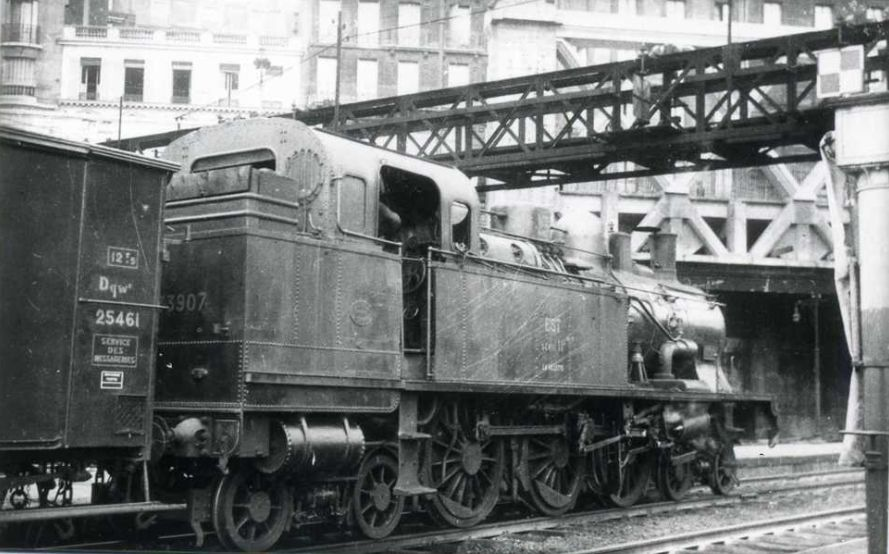
Locomotive 33 907 serie 11s, à la gare de l'est en 1928.

Les Baltic série 11 numéros 3901 à 3940 sont des locomotives à vapeur construites pour le compte de la Compagnie des chemins de fer de l'Est de 1905 à 1906 par la SACM à Belfort pour les numéros 3901 à 3920 et de 1909 à 1910 par les ateliers R. Hartmann à Chemnitz en Saxe pour les numéros 3921 à 3940. Ces 2 sous-séries présentaient entre elles des différences minimes. En 1913 à la suite de l'application de la surchauffe elles furent réimmatriculées série 11 S Bis numéros 33 901 à 33 940.

## Description
Ces locomotives-tender disposaient d'un moteur à quatre cylindres compound avec les deux HP extérieurs et les deux BP intérieurs
et la distribution était du type « Walschaerts ». Le foyer était un foyer de type « Belpaire ». L'échappement d'origine était à valves puis fut remplacé par un trèfle à 3 jets. Les deux bogies étaient identiques du type « Est » et avaient un déplacement latéral de + ou - 45 mm. Les soutes à eau étaient réparties en 3 positions : 2 latérales et 1 avec la soute à charbon.
Les différences entre les 2 sous-séries sont :
- dôme :

à calotte sphérique et installé sur la première virole à 2 722 mm de l'axe de cheminée pour les 3901 à 3920.
à couvercle plat apparent et installé sur la deuxième virole à 4 262 mm de l'axe de cheminée pour les 3921 à 3940.
- cuvette des soupapes et du sifflet :

sur l'arrière de la boîte à feu vers la cabine pour les 3901 à 3920.
sur l'avant de la boîte à feu pour les 3921 à 3940.
- sablières :

1 sablière derrière le dôme pour les 3901 à 3920.
2 sablières dont une sur l'arrière de la boîte à feu vers la cabine et l'autre entre le régulateur et le dôme pour les 3921 à 3940.
- empattement :

10,800 m pour les 3901 à 3920.
10,900 m pour les 3921 à 3940.

## Utilisation et service
Ces machines sont pratiquement la version tenderisée des 230 Est 3501 à 3890 (futures : 1-230 B 501 à 890 ) construites à peu près à la même époque. Elles étaient de plus très proches des T17 AL 8301 à 8366 (futures : 1-232 TB 301 à 366 ) et des 232 T PLM 5501 à 5525 (futures : 5-232 T ? ). Elles furent affectées à la banlieue de Paris où elles supplantèrent rapidement les anciennes séries. Mais comme toutes les séries de Baltic-tender elles souffraient d'un manque d'adhérence, surtout lorsque les réserves d'eau et de charbon diminuaient ; en outre, les démarrages après chaque arrêt étaient lents à cause de leur disposition Compound De Glehn. Elles furent elles-mêmes furent victimes de séries plus performantes, notamment les 141 T Est 4401 à 4512 et se virent d'abord affectées à des trains directs puis mutées en province pour effectuer des services secondaires.
La série fut radiée pour 1951 avec la 1-232 TA 934 après que certaines d'entre elles aient été utilisées comme génératrices de vapeur fixes tel par exemple le dépôt de Metz-Frescaty pour ces installations de distribution de fioul.

## Caractéristiques
- Pression de la chaudière : 16 kg/cm2
- Diamètre du cylindre HP : 350 mm
- Diamètre des cylindres BP : 550 mm
- Diamètre des roues motrices : 1 580 mm
- Diamètre des roues du bissel : 850 mm
- Capacité des soutes à eau : 8,6 m3 pour les 3901 à 3920 et 9,76 m3 pour les 3921 à 3940
- Capacité de la soute à charbon : 3 t
- Masse en ordre de marche : 92,5 t pour les 3901 à 3920 et 96,3 t pour les 3921 à 3940
- Masse adhérente : 48,6 t pour les 3901 à 3920 et 50,1 t pour les 3921 à 3940
- Longueur hors tout : 13,6 m pour les 3901 à 3920 et 13,940 m pour les 3921 à 3940
- Vitesse maxi en service : 90 km/h